# Associação de Voleibol Amador da Malásia
A Associação de Voleibol Amador da Malásia  (em inglêsː Malaysia Volleyball Association, MAVA) é  uma organização fundada em 1964 que governa a pratica de voleibol em Malásia, sendo membro da Federação Internacional de Voleibol e da Confederação Asiática de Voleibol, a entidade é responsável por  organizar  os campeonatos nacionais de  voleibol masculino e feminino no país.